# 五虎平南
《五虎平南》，清代李雨堂所著章回小說，又名《狄青後傳》、《五虎平南狄青後傳》。乃是延續五虎平西故事而來，敘寫狄青等五虎將征伐南天國儂智高故事。

## 故事梗概
狄青等五虎將與孟定國、焦廷貴等大將攻打南天國，狄青落敗而受困於山中。張忠、劉慶急返京城求援。卻遭奸佞孫秀之姪孫振陷害，關押於襄陽。孫振遣家丁送書信，勾連岳父馮拯上書構陷狄青。孫家家丁赴京途中，遭楊家將楊文廣搜出書信，奸謀敗露。
聖命詔令天波府楊六郎遺孀王懷女與楊文廣，帶領狄青二子狄龍、狄虎一同奔赴邊關，征戰途中，狄龍、狄虎兄弟陣前招親。分別與敵營女將段紅玉、王蘭英締結婚姻。在新婚妻子協助下，連連取勝。卻遭遇千年蟒蛇精阻礙，接連敗陣。再度求援天波府，由楊金花率領燒火丫頭擊敗蟒蛇精。

## 歷史背景
五虎平南故事，淵源自宋仁宗慶曆年間，廣南西路廣源州壯族首領儂智高起兵，自立為王，國號「大曆國」，後又稱「南天國」，年號景瑞，於宋朝與越南李朝之間反覆依順、叛變。
皇佑年間，自立為「仁惠皇帝」，國號「大南」，年號啟歷，接連攻打宋朝州縣，近逼廣州，襲取廣西、廣東、湖等各地。宋仁宗緊急調派樞密副使狄青南征。狄青派遣先鋒楊文廣征戰不利，於崑崙關潰敗。而後狄青整頓軍記，主力軍隊在崑崙關擊敗儂軍。儂智高向李朝求援，援軍未至，仍敗於狄青。

## 文學背景
延續楊家將與萬花樓狄青故事而來，並參雜包拯與朝廷奸佞爭鬥故事